# Sarbel
Sarbel Michael Maronitis, conosciuto come Sarbel (in greco Σαρμπέλ; Londra, 14 maggio 1981), è un cantante cipriota.

## Biografia
Nato a Londra da padre cipriota, si è trasferito a Creta da ragazzo.
Nel 2004 ha registrato il brano Se pira sovara con la cantante Irini Merkouri. L'anno seguente ha pubblicato il suo primo album Parakseno sinesthima, in cui sono inseriti elementi di laïkó.
Nel luglio 2006 esce il suo secondo album, nella cui edizione speciale è presente un duetto con Natasa Theodōridou.
Nel 2007 ha partecipato all'Eurovision Song Contest 2007 come rappresentante della Grecia, presentando il brano Yassou Maria e classificandosi settimo.
Ha pubblicato il terzo album in studio nel 2008.

## Discografia

### Album
- 2004 - Parakseno sinesthima
- 2005 - Parakseno sinesthima Special Edition
- 2006 - Sahara
- 2007 - Sahara (Euro Edition)
- 2008 - Kati san esena